# نبرد کو چانگ
نبرد کو چانگ (انگلیسی: Battle of Ko Chang) در ۱۷ ژانویه ۱۹۴۱ در طول جنگ فرانسه و تایلند رخ داد که در آن ناوگانی از کشتی‌های جنگی فرانسوی به تعداد کمتری از کشتی‌های تایلندی، از جمله یک کشتی دفاعی ساحلی حمله کردند.